# Kushi
Kushi fou un país de Mesopotàmia de situació desconeguda. S'esmenta a les expedicions de Salmanassar I. A la divuitena el rei va anar al país de Kushi on va guanyar una batalla a la ciutat de Galpurisi. Kushi o Kusi es fa servir habitualment en assiri per designar el país de Regne de Cuix (Sudan), al sud de Patursi (Alt Egipte) i el nom voldria dir "fosc".